# Chiesa della Beata Vergine Immacolata (Armungia)
La chiesa della Beata Vergine Immacolata è un edificio religioso situato ad Armungia, centro abitato della Sardegna sud-orientale. Consacrata al culto cattolico è sede dell'omonima parrocchia e fa parte dell'arcidiocesi di Cagliari.

La chiesa, edificata intorno al XVII secolo, conserva un corredo di antichi argenti sacri e un fonte battesimale del Seicento, in arenaria scolpita.